# 陈道亨
陈道亨（1552年—1628年），字孟起，號蠡源，江西新建县人。明朝官員。

## 生平
万历十年（1582年）壬午科江西鄉試第六十七名舉人，十四年（1586年）丙戌科进士，丁外艰，服除，十七年授刑部主事，六月改南京兵部职方司主事，二十年升郎中，二十一年调南京吏部考功司郎中，移病归，复起南吏部验封司郎中。与同乡邓以赞、衷贞吉都在南京做官，人称“江右三清”。为官清廉，贞亮有守。三十一年丁内艰，三十六年起升湖廣武昌道右参政，歴三十八年升任山东按察使，四十年八月升本省右布政使，四十三年二月迁福建左布政使。四十四年二月，以南京都察院右副都御史提督操江，光宗立，进刑部左侍郎，天啓元年（1621年）改工部左侍郎兼都察院右佥都御史总理河道，天启元年（1621年）蔭男陈弘绪为国子生。因平白莲教徐鸿儒作乱有功，二年十月拜南京兵部尚书，参赞机务。后因杨涟等被诬陷事件愤然上疏，不纳。于是请求辞官归乡，崇祯元年卒，年七十七。

## 身后
崇祯初，赠太子少保，谥清襄。

## 家族
曾祖陈吉。祖父陈標。父陈瑞，仪宾。前母浦江郡君，母袁氏。具庆下。兄陈株、陈礼、陈柱、陈相、陈材。

## 延伸阅读
[在维基数据编辑]
 《明史卷二百四十一》，出自《明史》